# چشمه‌سار (جماعت)
چشمه‌سار  جماعت و شهرکی در کشور تاجیکستان است که در ناحیهٔ فیض‌آباد ناحیه‌های تابع جمهوری قرار دارد. 